# Ángela Lúcia Bagnatori Sartori
Ángela Lucia Bagnatori Sartori (1968) es una bióloga, botánica, taxónoma, curadora, etnobotánica, y profesora brasileña.

## Biografía
En 1990, obtuvo una licenciatura en ciencias biológicas por la Universidad Estadual Paulista Júlio de Mesquita Filho (licenciatura en botánica y BSc); completa en 1994, la maestría en botánica, supervisada por la Dra. Ana Maria Goulart de Azevedo (1956), y defendiendo la tesis:  O gênero Machaerium Pers. no Estado de São Paulo, por la Universidad Estatal de Campinas. Y nuevamente por esa Universidad, el doctorado, en 2000, en botánica. Tanto maestría como doctorado, fueron financiados con una beca de la Coordinación de Capacitación de Personal de Nivel Superior, CAPES, Brasil.
Como docente asociada de la Universidad Federal de Mato Grosso do Sul, en Campo Grande, administra cursos de Ciencias Biológicas, licenciaturas y bachilleratos. En botánica actúa sobre temas relacionados con la diversidad y la conservación de la flora con énfasis en las investigaciones destinadas a la taxonomía y ecología fanerógamas del Cerrado y del Chaco. Tiene especial interés en los patrones morfológicos y evolutivas de leguminoss. En los posgrados opera en los Programas de Biología Vegetal de la UFMS y como colaboradora en maestrías y doctorados co-orientadas con otras instituciones del país.
En 2013, realizó un posdoctorado, por la Instituto de Pesquisa Jardim Botânico do Rio de Janeiro, financiada con una beca otorgada por la Coordinación de Capacitación de Personal de Nivel Superior, CAPES, Brasil.

## Algunas publicaciones
- VARGAS, W.; SARTORI, A. L. B.; SCREMIN-DIAS, E. 2015. Novelties in secretory structures and anatomy of Rhynchosia (Fabaceae). Anais da Academia Brasileira de Ciências (impreso) 87: 83-93

- ASSUNÇÃO, V.; CASAGRANDE, J. C.; SARTORI, A. L. B. 2014. Floristics and Reproductive Phenology of Trees and Bushes in Central West Brazil. Anais da Academia Brasileira de Ciências (en línea) 86: 785-799

- TONELLI, F. M. P.; SIQUEIRA, J.M.; MAIA, G. A. S.; SOARES, L. F.; SILVA, D. B.; CAROLLO, C.A.; SARTORI, A. L. B. 2014. Bioautography as a search tool to identify the allelopathic compounds in Virola sebifera. Allelopathy Journal 33: 277-288

- ALVES, F. M.; TOZZI, A.M.G.A; SARTORI, A. L. B.; SOUZA, A. P. 2014. Characterization of microsatellite markers developed from Prosopis rubriflora and Prosopis ruscifolia (Leguminosae - Mimosoideae), legume species that are used as models for genetic diversity studies in Chaquenian areas under anthropization in South America. BMC Research Notes 7: 1-6

- DUTRA, V. F.; LIMA, L. C. P.; GARCIA, F. C. P.; LIMA, H. C.; SARTORI, A. L. B. 2014. Padrões de distribuição geográfica de Leguminosae e sua importância para a conservação do Parque Estadual do Itacolomi, Minas Gerais, Brasil. Biota Neotropical 14 ( 1) http://www.biotaneotropica.org.br/v14n1/pt/abstract?article+bn00214012014 Archivado el 10 de abril de 2015 en Wayback Machine. ISSN 1676-0603

- DUTRA, V. F.; LIMA, L. C. P.; GARCIA, F. C. P.; LIMA, H. C. de; SARTORI, A. L. B. 2014. Geographic distribution patterns of Leguminosae and their relevance for the conservation of the Itacolomi State Park, Minas Gerais, Brazil. Biota Neotropica (en línea, edición en inglés) 14: 1-15

- CARVALHO, F.; SARTORI, A. L. B. 2014. Reproductive phenology and seed dispersal syndromes of woody species in the Brazilian Chaco. Journal of Vegetation Science 26: 1-10

- SARTORI, A. L. B.; SOUZA, P. R. 2014. Chaco Que lugar é esse?. Ciencia Hoje das Criancas 254: 14-17

- RAMOS, W. M.; SARTORI, A. L. B. 2013. Floristic Analysis and Dispersal Syndromes of Woody Species of the Serra de Maracaju, Mato Grosso do Sul, Brazil. Brazilian Journal of Biology (en línea) 73: 67-78

- FILARDI, F.L.R.; LIMA, H. C.; KLITGAARD, B.B.; SARTORI, A. L. B. 2013. Taxonomy and nomenclature of the neotropical complex Machaerium hirtum (Leguminosae Papilionoideae). Brittonia (Bronx, N.Y.) 65: 154-170

- FREITAS, T. G.; AOKI, C.; ARAKAKI, L.; STEPHANELLO, T. H.; SARTORI, Á. L. B.; SIGRIST, M. R. 2013. Flora of Brazilian humid Chaco: Composition and reproductive phenology. Check List (São Paulo, en línea) 95: 973-979

- BRUNE, R.C.; ROLIM, T.P.; SARTORI, A. L. B.; SCIAMARELLI, A. 2012. Leguminosae-Papilionoideae from the Parque Estadual das Várzeas do Rio Ivinhema, Mato Grosso do Sul, Brazil. Biota Neotropica (en línea, edición en inglés) 12: 57-70

- SARTORI, A. L. B. 2012. The Brazilian Chaco. GLALIA - Revista Electrónica del Grupo Latinoamericano de Liquenólogos 4: 11-18

- TOZZI, A.M.G.A; QUEIROZ, L. P.; MIOTTO, S. T.; LIMA, H. C. de; SARTORI, A. L. B; MOREIRA, J. L. A.; MANSANO, V. F.; FLORES, A. S.; KLITGAARD, B. B.; VALLS, J. F. M. et al. 2012. Checklist das Spermatophyta do Estado de São Paulo, Brasil: Fabaceae-Faboideae. Biota Neotropica (edición en portugués, en línea) 11: 267-274

- CRISTALDO, A. C. M.; SARTORI, A. L. B.; POTT, Arnildo. 2012. O gênero Rhynchosia Lour. (Leguminosae, Papilionoideae) em Mato Grosso do Sul, Brasil. Biota Neotropica (edición en portugués, En línea) 12: 221-237

- SARTORI, A. L. B. 2012. Quanto conhecemos das leguminosas do Centro-Oeste?. Heringeriana 6: 82-83

- AMADOR, G. A.; DAMASCENO-JUNIOR, G. A.; CASAGRANDE, J. C.; SARTORI, A. L. B. 2012. STRUCTURE OF TWO COMMUNITIES DOMINATED BY COPERNICIA ALBA AND ASSOCIATIONS WITH SOIL AND INUNDATION IN PANTANAL WETLAND, BRAZIL. Oecologia Australis 16: 846-858

- AMARAL, Caroline Polido; SARTORI, A. L. B. 2011. Machaerium (Leguminosae Papilionoideae Dalbergieae) nos estados de Mato Grosso e Mato Grosso do Sul. Rodriguesia 62: 107-122

- ASSUNÇÃO, V.; CAPORAL, A.G.; SARTORI, A. L. B. 2011. Florística do estrato herbáceo de um remanescente de cerradão em Campo Grande, MS. Hoehnea (São Paulo), v. 38: 281-288

- PESTANA, L.T.; ALVES, F. M.; SARTORI, A. L. B. 2011. Espécies arbóreas do paisagismo urbano do centro do Município de Campo Grande, Mato Grosso do Sul (Tree species used in the urban forestry of the downtown of Campo Grande city, Mato Grosso do Sul, Brazil). Revista da Sociedade Brasileira de Arborização Urbana 6: 1-21

- LIMA, L. C. P.; GARCIA, F. C. P.; SARTORI, A. L. B. 2010. As leguminosas arbóreas das florestas estacionais do Parque Estadual do Itacolomi, Minas Gerais, Brasil. Rodriguesia 61: 441-466

- ALVES, F. M.; SARTORI, A. L. B. 2009. O gënero Nectandra em Mato Grosso do Sul. Acta Botanica Brasilica 23: 118-129

- ALVES, F. DE M.; SARTORI, A. L. B. 2009. Caesalpinioideae (Leguminosae) de um remanescente de Chaco, Porto Murtinho, MS, Brasil. Rodriguesia 60: 71-90

- NOGUCHII, D.; NUNES, G. P.; SARTORI, A. L. B. 2009. Florística e síndromes de dispersão de espécies arbóreas em remanescentes de Chaco de Porto Murtinho, Mato Grosso do Sul. Rodriguesia 60: 353-365

- NOBRE, A. V. M.; SARTORI, A. L. B.; RESENDE, Ubirazilda Maria. 2008. As espécies de Desmodium em Mato Grosso do Sul. Iheringia. Série Botânica 63: 37-67

- VALTER ; Alencar, K.M.C.; SARTORI, A. L. B.; NASCIMENTO, E.; CHANG, R.; MORAIS, S. A.; LAURA, V.; C. YOSHIDA, N.; CAROLLO, C. A.; SILVA, D. B.; GRASSI, R. F.; SIQUEIRA, J. M. 2008. Variação química no óleo essencial das folhas de seis indivíduos de Duguetia furfuracea Annonaceae. Revista Brasileira de Farmacognosia 63: 37-63

- COSTA, L. C.; SARTORI, A. L. B.; POTT, Arnildo. 2008. Estudo taxonômico de Stylosanthes (Leguminosae Papilionoideae Dalbergieae) em Mato Grosso do Sul. Rodriguesia 59: 547-572

### Libros

#### Capítulos de libros publicados
- LIMA, HAROLDO CAVALCANTE DE; SOUZA, E. R.; TOZZI, A. M. G. A.; FORTUNA-PEREZ, A. P.; FLORES, A. S.; SARTORI, A. L. B.; VAZ, A. M. S. F.; FILARDI, F.L.R.; GARCIA, F. C. P.; IGANCI, J. R. V.; FERNANDES, J. M.; VALLS, J. F. M.; LIMA, L. C. P.; COSTA, L. C. ; QUEIROZ, L. P.; MORIM, M. P.; BARROS, M. J. F.; QUEIROZ, R. T.; MIOTTO, S. T. S.; DUTRA, V.F. et al. 2013. Fabaceae. In: Gustavo Martinelli (org.) O livro vermelho da flora do Brasil. Río de Janeiro: Andrea Jakobsson Editora, v. 1, p. 2-32

- LIMA, H. C.; QUEIROZ, L. P. de; MORIM, M. P.; BORTOLUZZI, R. L. C.; FORTUNATO, R.; VAZ, A. M. S.; VALLS, J. F. M.; AZEVEDO, Tozzi ; MANSANO, V. F.; PEREZ, A. P. F.; MIOTTO, S. T. S.; SARTORI, A. L. B. 2010. Fabaceae. In: Rafaela Campostrini Forzza (org.) Catálogo de Plantas e Fungos do Brasil. Río de Janeiro: Andrea Jakobsson estúdio, v. 2, p. 989-1103

- POTT, V. J.; MEDEIROS, Y.; SARTORI, A. L. B.; MAURO, R. A.; SOUZA, P. R. 2008. Biodiversidade nos Meandros da Bacia do Apa. In: BROCH, S.; MEDEIROS, Y; SOUZA, P.R. (orgs.) Biodiversidade nos Meandros da Bacia do Apa. Campo Grande: UFMS, v. 1, p. 41-52

- POTT, Arnildo; POTT, V. J.; SCIAMARELLI, A.; SARTORI, A. L. B.; REZENDE, U. M.; DIAS, E. S.; JACQUES, E. L.; NAKAJIMA, J.; ROMERO, R.; CRISTALDO, A. C. DE M. 2006. Inventário das Angiospermas no Complexo Aporé-Sucuriú - Flora. In: Teresa Cristina Stocco Pagotto; Paulo Robson de Souza (orgs.) Biodiversidade do Complexo Aporé-Sucuriú-Subsídios à conservação e manejo do bioma Cerrado. Campo Grande: UFMS

- SARTORI, A. L. B. 2006. Finalidade, Importância biológica e biotecnológica dos herbários. In: Paulo Robson de Souza. (org.) Contextualizando a Botânica. Campo Grande: UFMS, 2006, p. 25-28

### En Actas de Congresos
- MOURA, S. S.; ARAUJO, I.; SEMIDEI, E.; SARTORI, A. L. B.; PAREDES, A. Q.; BORTOLOTTO, I. M. 2013. O uso alimentício de Prosopis ruscifolia Griseb. e P. rubriflora Hassl. no Chaco. In: SINATEX, 2013, Campo Grande, v. 5. p. 1-6

- ALVES, F. DE M.; SFORCA, D. A.; FORTUNA, A.P.; SARTORI, A. L. B.; SOUZA, A. P. 2011. Development and characterization of a DNA library enriched on Microsatellite (SSR) of Prosopis ruscifolia Griseb. In: Healing the planet, St Louis. Botany Healing the planet

- BRUNE, R.C.; SARTORI, A. L. B.; SCIAMARELLI, A. 2011. MODELAGEM DE DISTRIBUICAO DE AESCHYNOMENE SENSITIVA SW., ERIOSEMA PLATYCARPON MICHELI, INDIGOFERA HIRSUTA L. E ZORNIA LATIFOLIA SM. PAPILIONOIDEAE (LEGUMINOSAE) EM MATO GROSSO DO SUL, BRASIL. In: X Congresso de Ecologia do Brasil, São Lourenço, p. 1-2.

- POTT, Arnildo ; SARTORI, A. L. B.; DAMASCENOS-Jr, G.A.; POTT, V.J. 2010. Flora do Mato Grosso do Sul. In: VIII Encontro de Botânicos do Centro oeste

En III Seminário de Agroecología de MS, Corumbá, v. 5, 2009
- ALVES, F. DE M. ; SOUZA, A. P. ; SILVA, C. B. M. C. ; SARTORI, A. L. B. Desenvolvimento de uma biblioteca enriquecida em microssatelites de Parkinsonia praecox subsp. praecox (verde-oliva), P. 1-5
- ALVES, F. DE M.; SELEME, E.P.; POLIDO, C. DO A.; da SILVA, C. B.; SARTORI, A. L. B. Papilionoideae (Leguminosae) com potencial medicinal em remanescentes de chaco em Porto Murtinho, MS, Brasil, p. 6-9

- NEVES, I. M.; SARTORI, A. L. B.; SELEME, E.P. 2009. Distribuição espacial de Albizia niopoides (Leguminosae) em remanescente de Chaco brasileiro. In: II Congresso latinoamericano de Agroecología, Curitiba. Revista Brasileira de Agroecología, v. 4. p. 3710-3713

En Anais II congresso latinoamericano de Agroecologia, e VI Congresso Brasileiro de Agroecologia, Curitiba, v. 4. 2009
- SALOMAO, A. K. D.; POTT, Arnildo; SARTORI, A. L. B. Espécies herbáceo-arbustivas do Chaco brasilerio e uso potencial, p. 2236-2241
- SELEME, E. P.; SARTORI, A. L. B. Florística e Síndromes de Dispersão de Espécies Arbóreas e Arbustivas em Cerradão em Campo Grande, MS, p. 3682-3685

En Simpósio Internacional sobre Savanas Tropicais, Brasília. Cerrado. Brasilia, Embrapa/cerrados, 2008
- Seleme, E. P.; SARTORI, A. L. B. . Componente arbóreo e arbustivo de um remanescente de cerradão em Campo Grande, MS
- ROMERO, L. C.; MINARI, A. L.; SARTORI, A. L. B. Componente arbóreo-arbustivo de Leguminosae em uma área de cerradão, Campo Grande, MS

## Honores[6]

### Membresías
- de la Sociedad Botánica del Brasil.[8][9]

### Revisora de periódicos
- 2001. Periódico: Bragantia (São Paulo)
- 2005 - actual. Periódico: Rodriguesia
- 2007 - actual. Periódico: Hoehnea (São Paulo)
- 2007 - actual. Periódico: Acta Botanica Brasilica
- 2008 - actual. Periódico: Megadiversidade (Belo Horizonte)
- 2009 - actual. Periódico: Acta Amazónica
- 2009 - actual. Periódico: Biota Neotropica
- 2012 - actual. Periódico: Systematic Botany
- 2011. Periódico: Phytotaxa (En línea)
- 2013 - actual. Periódico: Kew Bulletin (en línea)

### Revisora de Proyecto de fomento
- 2012. Proyecto: Nacional Geographic
- 2014 - actual. Proyecto: Conselho Nacional de Desenvolvimento Científico e Tecnológico

### Premios y títulos
- 2007: profesora homenajeada, UFMS
- 2007: Paraninfa turno Ciências Biológicas, UFMS
- 2006: Paraninfa turno Ciências Biológicas, UFMS
- 2005: profesora homenajeada turno Ciências Biológics, UFMS
- La abreviatura «A.L.B.Sartori» se emplea para indicar a Ángela Lúcia Bagnatori Sartori como autoridad en la descripción y clasificación científica de los vegetales.[10]

- Portal:Biografías. Contenido relacionado con Botánica.
- Portal:Biología. Contenido relacionado con Taxonomía.